# 威廉·馮·比拉
威廉·馮·比拉（德語：Wilhelm von Biela，1782年3月19日—1856年2月18日）是一位德國—奧地利軍官和業餘天文學家。

## 生平
威廉·馮·比拉出生於德國北部哈茨州羅斯拉（Roßla），來自現在的捷克共和國的一個著名新教貴族家庭的後裔，1621年該家族的族長弗里德里希·馮·比拉（Friedrich von Biela）在宗教戰爭期間於布拉格被處決後，該家族被流放到薩克森比拉是他家族的最後一個成員。。
威廉·馮·比拉在德勒斯登軍事學院學習後，於1802年加入奧地利軍隊，在「史都華伯爵」步兵團中擔任學員。隨後他晉升為擲彈兵上尉，並參與1805年、1809年及之後的多次針對拿破崙的軍事行動。1813年，他在萊比錫戰役中擔任梅爾維爾特將軍的副官，並在那裡受傷。
1815年，比拉前往布拉格，在馬丁·阿洛伊斯·大衛（Martin Alois David）的指導下開始學習天文學。後來他在義大利服役並被任命為羅維戈鎮的指揮官。

## 科學研究
在天文學領域，他專門研究和計算彗星的軌道。他也進行了一些太陽黑子觀測，並發表了一系列文章，主要發表在《天文學新聞》上，內容涉及彗星、彗星「落入太陽」的理論、第谷·布拉赫以及月球掩星等主題。他也出版了一本關於行星自轉的著作《Die zweitegrosseWeltenkraft, nebst Ideen über einige Geheimnisse der physchen Astronomie, oder Andeutungen zu einer Theorie der Tangentialkraft》（布拉格，1836）。他在序言中表示，這部作品雖然是多年學習的成果，但半小時就能讀完。
比拉獨立發現了兩顆其他人已經發現的彗星（特別是1823年大彗星），並獨立發現了一顆週期彗星—比拉彗星。月球隕石坑比拉環形山以他的名字命名。
小行星2281 以他的名字命名。

## 私生活
關於比拉個人生活的記錄似乎相對較少：他與安娜（埃德爾·馮·沃倫斯特恩飾）結婚，並育有一個女兒艾米莉·弗雷因·馮·比拉。她出生於1820年，在羅維戈與另一位奧地利步兵軍官莫里茨·福爾加赫伯爵結婚，育有兩子。
1840年代，比拉退休前往威尼斯，並於1856年去世。